# Delfin (imię)
Delfin (z gr. delphios – delfin) – imię męskie pochodzenia łacińskiego. Było też tytułem następcy tronu Francji aż do roku 1830. Patronem tego imienia jest m.in. św. Delfin z Bordeaux - biskup.
Zdrobnienia: Delfinek, Delfinko, Finek
Delfin imieniny obchodzi 26 listopada i 24 grudnia.